# 青茂口岸
青茂口岸，又稱粤澳新通道（葡萄牙語：Novo Acesso Fronteiriço Guangdong-Macau），連接澳門青洲區及城軌珠海站兩地，設計通關流量20萬人次。以自助通關為主，僅供行人通過，不設車輛通道。跨越粤澳两地，佔地面積約28,000平方米。主要建设用地及建设内容位于澳门，少量设施架设于鸭涌河之上。
青茂口岸（英語：Qingmao Port）是中华人民共和国一个地区性的陆路边境口岸，连接广珠城际铁路終點站，位于广东省珠海市香洲区。
青茂口岸澳門邊檢大樓（葡萄牙語：Edifício Posto Fronteiriço de Macau do Posto Fronteiriço Qingmao）為澳門特別行政區與廣東省珠海市，第五條陸路跨境通道，並實施24小時通關。此口岸成為第二個珠澳兩地，全天候開放的正式口岸。
此口岸是繼港珠澳大橋珠澳口岸和橫琴口岸後，第三個陸路往返珠澳的出入境口岸，採用「合作查驗，一次放行」的通關模式。旅客通關時會先通過離境一方關檢區域，再接受雙方人員證件查驗，最後通過入境一方關檢區域。

## 歷史

### 建設歷程
国务院副总理汪洋在2013年11月初访澳期间，正式宣布该项目已获得中央批准同意建设。2017年4月獲中華人民共和國國務院正式批覆同意，2018年初主體工程正式動工，位於澳門的舊澳門批發市場同時展開清拆工程。
青茂口岸工程由2019年6月11日起獲准每日施工，工作時間為上午8時至晚上10時，直至同年12月31日，星期日及公眾假期亦不例外。該工程包括青茂口岸聯檢大樓、連接通道及鴨涌河綜合整治工程。
2019年8月8日，「青茂口岸行人天橋設計連建造工程」於建設發展辦公室進行公開開標，共收到14份標書，最長施工期為430工作天。經開標程序後，所收到的14份標書中，2份標書不被接納，另有2份有條件被接納，但需在指定日期內補交文件。工程造價介乎澳門幣七千五百多萬至澳門幣一億四千七百多萬，工期由296工作天至400工作天。行人天橋由青茂口岸邊檢大樓接駁至舊驗車中心和前市政署署苗圃地段及青洲坊公共房屋地段，橫跨青洲何賢紳士大馬路；行人天橋計劃設置升降機、扶手電梯及樓梯。
2020年10月30日至11月1日，「青茂口岸行人天橋設計連建造工程」實施吊裝天橋的工作，包括何賢紳士大馬路雙向車道、行人道以及該路段上來往沙梨頭北街的行車天橋全段將實施封閉交通，5條巴士路線改道行駛。
2020年11月16日，澳門特別行政區行政長官賀一誠發表澳門特別行政區政府2021年財政年度施政報告，表示青茂口岸於2021年啟用。

### 竣工前夕
2021年4月上旬，澳門特別行政區運輸工務司司長羅立文表示青茂口岸工程已經完成「九九十十」，但要延遲到該年5月竣工。4月26日，保安司司長黃少澤出席立法會小組會會議前表示，青茂口岸澳門工程於5月前後完工，並開展內部測試，同時如期下半年可有條件通關，相關通關條件待內地工程進度和當局進行恊調、測試後待中央批覆。
2021年5月4日，青茂口岸建造工程完工，在進行不同方面的驗收完成後將會展開移交程序。
2021年5月5日，澳門特別行政區保安司司長黃少澤出席立法會小組會會議前表示，青茂口岸正仍待珠海光纖鋪設設備完工後將會開展青茂口岸各方面聯合調整和進行各種不同程度的測試，並相信能夠在該年下半年能通關。
2021年7月16日，澳門特別行政區保安司司長黃少澤在出席公開場合後見傳媒，在回答記者提問時表示，青茂口岸工程已完成，估計下半年開通，具體時間正與廣東方面緊鑼密鼓磋商，並相信近期內有好消息公佈。他表示，青茂口岸內自助通關設備等已完成首次壓力測試，效果非常理想，而第二次壓力測試將於七月下旬進行，另外在八月初則進行消防演練。
2021年8月3日，因澳門爆發家庭群組感染Delta變種病毒疫情，澳門特別行政區政府宣佈進入民防即時預防狀態。原定8月4日舉行的消防演習延期，口岸啟用日期預計再延遲，而消防演習就延至該年8月26日才舉行。
2021年8月17日，青茂口岸珠海方口岸正進行收尾工程，往返澳方口岸和青洲坊行人天橋已開放啟用，據消息人士稱將於9月初開通。 
2021年8月30日，澳門特別行政區政府和廣東省人民政府分別宣布，據國務院批覆同意，並經粵澳兩地政府協商，青茂口岸（粵澳新通道）於2021年9月8日下午3時正式開通啟用。
2021年9月6日，澳門特別行政區特區公報刊登行政命令，宣佈於青茂口岸澳門邊檢大樓設立青茂出入境事務站。同日澳門特別行政區政府刊登《青茂口岸停車場的使用及經營規章》，公佈地庫一層設為公共停車場，地庫二層為專用停車場，其中位於地庫一層的公共停車場合共提供365個公共泊車位，有158個為輕型客車車位及207個電單車車位。收費方面，私家車日間收費為每小時8元，夜間收費為每小時6元；電單車日間收費為每小時3元，夜間收費為每小時2元。另外亦規定，當氣象局發出八號或以上熱帶氣旋警告信號且發出第二級別的黃色或以上風暴潮警告時，青茂口岸停車場在隨後90分鐘關閉。 另外，交通事務局同日宣佈青茂口岸停車場於9月8日下午2時30分正式啟用。

### 正式啟用
2021年9月8日，澳門特別行政區政府和廣東省人民政府在上午11時於青茂口岸澳門邊檢大樓舉行青茂口岸開通儀式。下午3時，口岸正式開放啟用。
2021年10月16日起，為方便經青茂口岸過關的市民，設立位於青茂口岸的核酸檢測站，每次收費70元，服務時間為每天下午2時至晩上9時。
2021年11月15日起，青茂口岸於出境大堂和入境大堂各新增4條加建的人工查驗通道，供因證件芯片損壞、指紋或人臉比對無法通過、乘坐輪椅或行李超寬等特殊情況，無法使用合作快捷查驗通道通行的人士，新建的通道更考慮了兒童、殘障人士及行動不便人士的需求。同時，為便利跨境學童每日通關，青茂出入境事務站亦設置了“學生專用人工通道”和“學生專用自助通道”，於星期一至六上課日期間開放，上午時段為入境大堂，下午時段為出境大堂。
2023年5月下旬，珠澳兩地出入境部門於出入境大廳設置6條跨境學童合作快捷查驗專道正式啟用，疏緩高峰期的通關壓力，減輕跨境學童家長的送學壓力。
2023年7月，青茂口岸澳門聯檢大樓辦公樓層被指未完成全部樓層的分配。其中「粵澳名優產品博覽中心」由早期計劃的佔用三層縮為一層，位於口岸大樓6樓，在推廣和銷售廣東特色產品、澳門製造、澳門品牌及葡語國家名優產品的同時，也預留空間研究引入免稅店等不同模式的商業元素，以吸引客流，促進口岸經濟發展。司法警察局將利用五樓作多部門大型辦公室，其中毒品罪案調查處將安裝6間拘留室及使用12台錄像監視系統攝影機。澳門保安部隊事務局將設於7樓及8樓，而衛生局將疾病預防及控制中心遷至澳方聯檢大樓18樓，已判給並進行設計連裝修工程。而藥物監督管理局註冊廳、中藥處、化學藥及器械處已於2022年5月遷入澳方邊檢大樓19樓。市政署亦於澳門邊檢大樓設立辦公室，但未有列明樓層。

## 模式

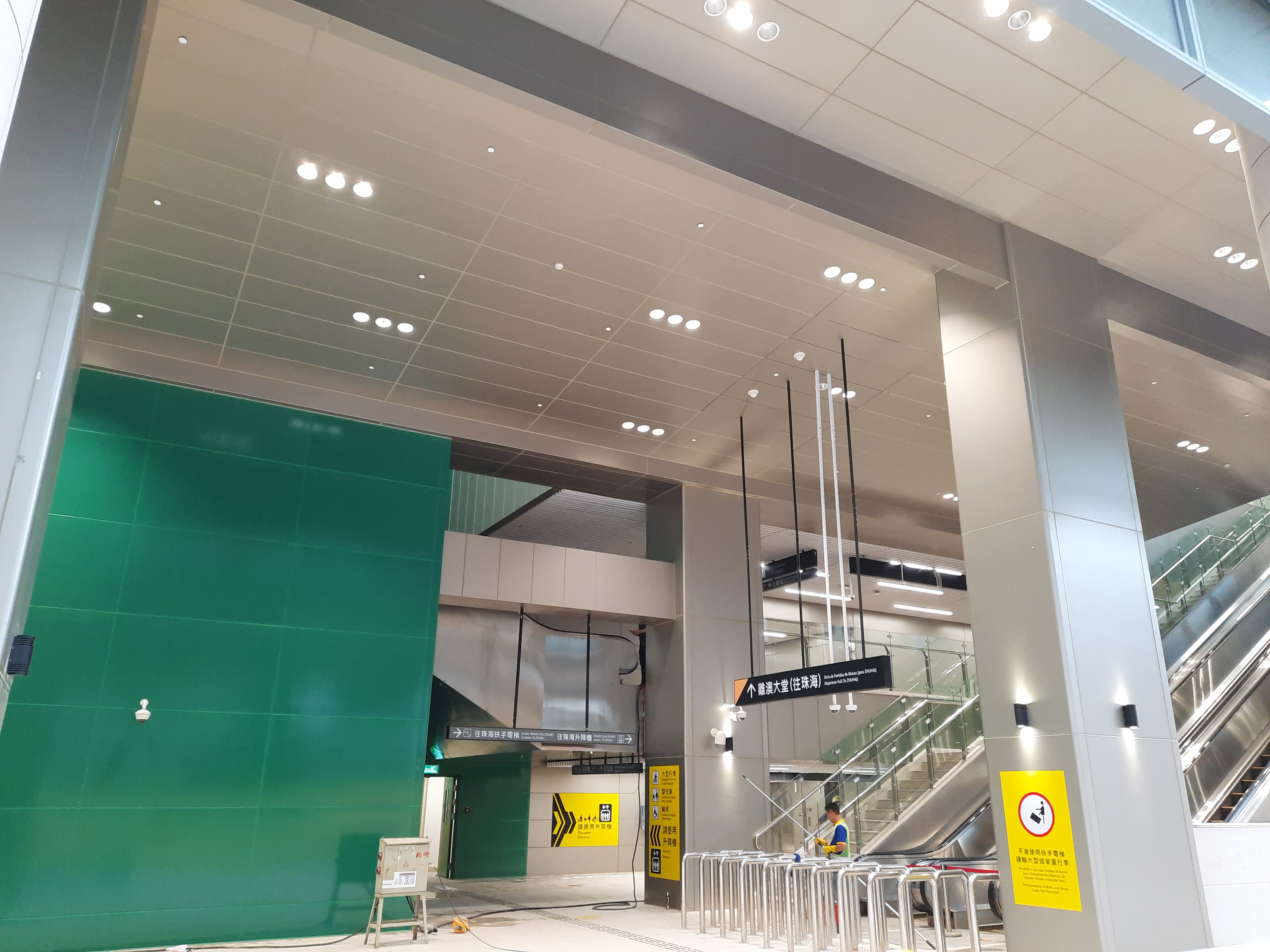
青茂口岸往珠海離境大堂 (2021年4月)

粤澳新通道设置的新口岸将共用一个名称，实施“合作查验，一次放行”的通关模式。新通道口岸定位为仅供行人通行的电子自助专用口岸，实施全天24小时通关。口岸以自助通關為主，設100條合作自助查驗通道（出入境各50條）以及12條人工查驗通道（出入境各6條） 。

### 適用對象
同時符合中國大陸與澳門自助通關條件的中國大陸居民、澳門居民和香港永久性居民，可以使用合作自助查驗通道。以下是三種對象通關時需要用的證件：
- 大陸居民：持用電子往來港澳通行證或电子因公往來港澳通行證[24]
- 澳門居民：持用身份證和港澳居民來往內地通行證（含非中國籍）
- 香港永久性居民：持用身份證和港澳居民來往內地通行證（含非中國籍）

但因特殊情況無法經合作自助查驗通道通行的大陸和港澳居民（例如因證件晶片損壞、指紋或人臉等生物特徵比對無法通過、乘坐輪椅或行李超寬等），以及持用上述證件，但因年齡或身高限制無法經合作快捷查驗通道通行的大陸和港澳兒童，可經人工查驗通道通行。
超出上述允許通行人員範圍的出入境人員，包括持中國護照的大陸居民、持護照或一次性有效出入境通行證的澳門居民、持護照或回港證、簽證身份書等的香港居民以及台灣居民、外籍人士，均不能經青茂口岸通行。

## 建築結構
在澳門側一方興建南聯檢大樓連接珠海一方的北聯檢大樓，並在鴨涌河上興建約400米長的連接通道對接珠海站，實現廣珠城際鐵路珠海站與規劃中澳門輕軌青洲站的便捷對接。將其打造成為一河兩岸的生態景觀長廊。建設集出入境聯檢大樓、公交換乘站、的士站、停車場、商業和辦公配套設施於一身的綜合建築群。

### 青茂口岸珠海側連接通道
| 樓層分佈 | 3F | 入境通道（海關檢查、連接珠海站） |
| 樓層分佈 | 2F | 出境通道（安檢通道、海關檢查）   |
| 樓層分佈 | 1F | 架空層（無障礙通道、連接珠海站） |

### 青茂口岸珠海聯檢大樓（北聯檢大樓）
| 樓層分佈 | 5F-12F | 出入境單位辦公用房樓層 |
| 樓層分佈 | 4F     | 入境大堂（澳門往珠海） |
| 樓層分佈 | 3F     | 出境大堂（珠海往澳門） |
| 樓層分佈 | 1F-2F  | 出入境單位辦公用房樓層 |

### 青茂口岸澳門邊檢大樓（南聯檢大樓）／ 政府（青茂）辦公大樓
| 樓層分佈 | 19F     | 藥物監督管理局註冊廳、中藥處、化學藥及器械處                                                 |
| 樓層分佈 | 18F     | 衛生局疾病預防控制中心                                                                       |
| 樓層分佈 | 17F     | 市政署／衛生局                                                                               |
| 樓層分佈 | 10F-16F | 市政署                                                                                       |
| 樓層分佈 | 9F      | 避火層                                                                                       |
| 樓層分佈 | 7F-8F   | 澳門保安部隊事務局                                                                           |
| 樓層分佈 | 6F      | 粵澳名優產品博覽中心                                                                         |
| 樓層分佈 | 4F-5F   | 司法警察局 - 司法警察學校／大廈罪案預防小組                                                  |
| 樓層分佈 | 3F      | 離境大堂（澳門往珠海）／往青洲坊行人天橋                                                     |
| 樓層分佈 | 2F      | 入境大堂（珠海往澳門）                                                                       |
| 樓層分佈 | 1F      | 入口位於何賢紳士大馬路 的士上客區                                                            |
| 樓層分佈 | GF      | 入口位於鴨涌馬路 (近鴨涌河變電站) 一般車輛及特別的士上落客區 普通的士落客區 公共停車場出入口 |
| 樓層分佈 | B1      | 公共停車場                                                                                   |
| 樓層分佈 | B2      | 留用停車場                                                                                   |

## 往珠海接駁交通

### 公共汽車

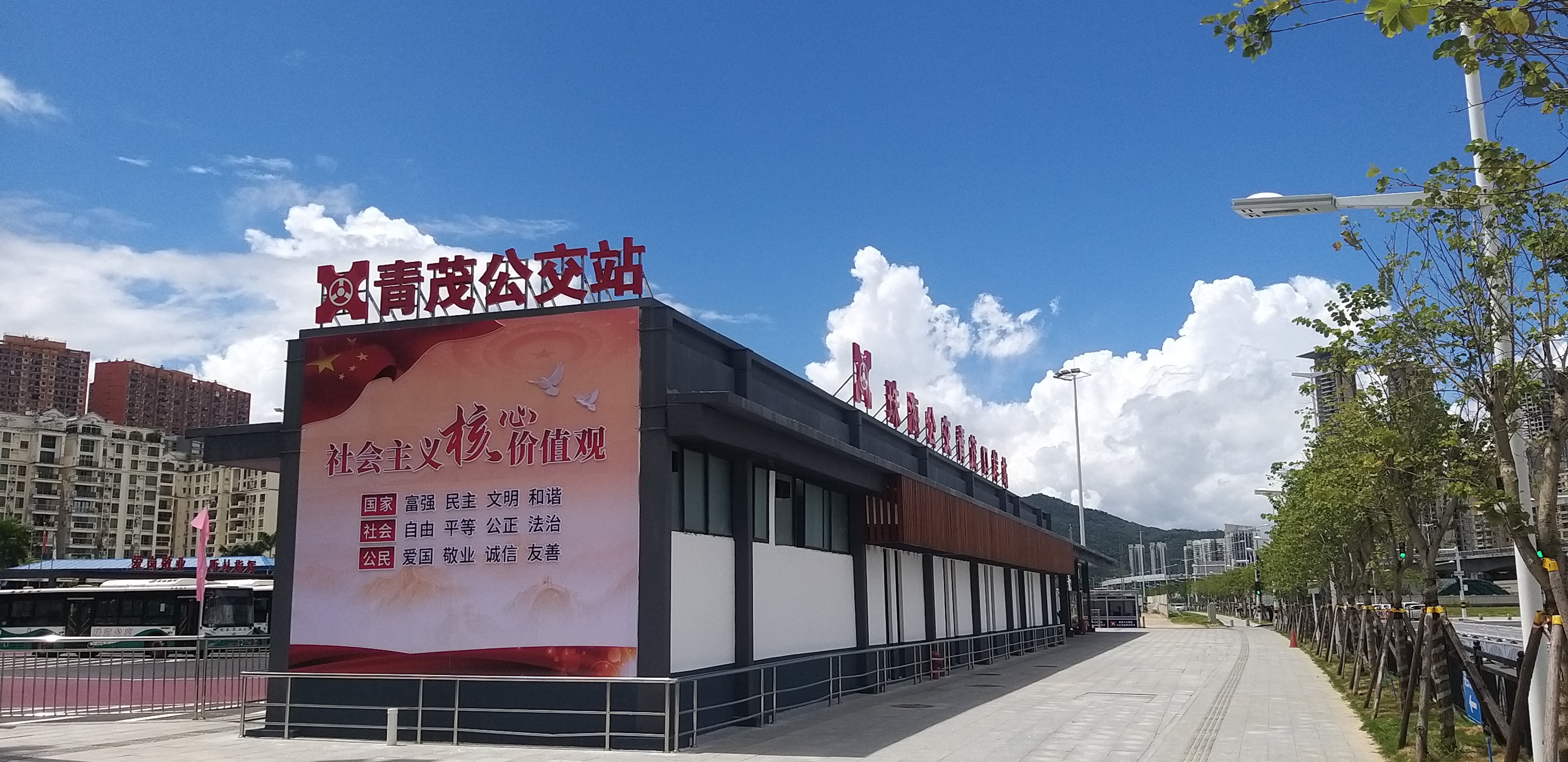
青茂口岸總站 (珠海)

| 青茂口岸總站 Qingmao Port Terminal | 青茂口岸總站 Qingmao Port Terminal | 青茂口岸總站 Qingmao Port Terminal | 青茂口岸總站 Qingmao Port Terminal | Qingmao Kou'an Zongzhan | Qingmao Kou'an Zongzhan |
| ---------------------------------- | ---------------------------------- | ---------------------------------- | ---------------------------------- | ----------------------- | ----------------------- |

| 城軌珠海站 Zhuhai Railway Station | 城軌珠海站 Zhuhai Railway Station | 城軌珠海站 Zhuhai Railway Station | 城軌珠海站 Zhuhai Railway Station | Cheng'gui Zhuhaizhan | Cheng'gui Zhuhaizhan |
| --------------------------------- | --------------------------------- | --------------------------------- | --------------------------------- | -------------------- | -------------------- |

### 鐵路
青茂口岸設有連接通道連接廣珠城際鐵路珠海站自助售票大厅，啟用後隨即開放，現時其站點入口處位於新建的購物商場來魅力口岸城後門 (位於拱北口岸離境車道出口旁)。

## 往澳門接駁交通及周邊配套

### 公共巴士

#### A出口-青茂口岸地面層
M6 青茂／鴨涌河變電站（Qingmao / Subestação Canal dos Patos）
路線：8A、27、29、H2
M60 青茂／何賢紳士馬路（Qingmao / Avenida do Comendador Ho Yin）
路線：3X、51A、61、MT4、N1A、N1B、N2
M273 青茂／青蔥大廈（Qingmao / Edifício Cheng Chong）
路線：8A、23、27、29

#### B出口-青茂口岸行人天橋連接

##### 近舊驗車中心出入口
M23 青茂／白朗古（Qingmao / Gen. Castelo Branco）
路線：9A
M67 青茂口岸（Posto Fronteiriço Qingmao）
路線：9A、29、51A、61、MT4

##### 青洲坊出入口
M20 青洲坊總站（Bairro da Ilha Verde / Terminal）
路線：5X、16、16S、30、34
M65 青茂／青洲坊（Qingmao / Bairro da Ilha Verde）
路線：51A、H2、MT4、N1A

### 的士
- 青茂口岸一樓的上客區設有的士站供普通的士上客，普通的士落客須到青茂口岸地面層。
- 電召的士須到青茂口岸地面層上落客。

### 公共停車場
- 青茂口岸地庫一層和二層設有停車場，停車場設350個私家車位和200個電單車位，其中地庫一庫為公共停車場，分別提供158個為輕型客車車位及207個電單車車位。收費方面，由2023年11月1日起調整相關收費，輕型汽車日間（08:00-20:00前）每小時或不足一小時為10元，夜間（20:00-翌日08:00前）為8元；電單車日間（08:00-20:00前）每小時或不足一小時為4元，夜間（20:00-翌日08:00前）為2元[26]。另外亦規定，當氣象局發出八號或以上熱帶氣旋警告信號且發出第二級別的黃色或以上風暴潮警告時，青茂口岸停車場在隨後90分鐘關閉。
- 另外加上鄰近的青洲坊大廈和青蔥大廈等公共房屋內的公共停車場合共提供2,384個私家車位和2,583個電單車位，口岸內及周邊範圍共有5,000多個車位。

### 旅遊巴上落客區
- 旅遊巴上落客區位於舊驗車中心和市政署苗圃地段內，初步預計可提供25個停泊位。[27] 現時只設有酒店娛樂場穿梭巴士上落區，位於「青茂口岸」站旁往關閘方向不足100米位置處。

### 輕軌
- █  東線及 █  西線青洲站（規劃中）

## 爭議及事故

### 工程建設期間

#### 偷渡
在青茂口岸建設期間，珠澳偷渡團伙利用工程建設漏洞非法偷渡進入澳門，珠澳兩地警方雖經過聯合採取行動但成效不顯著。甚至有澳門本地媒體將其工程期間的偷渡常態稱為「粵澳偷渡新通道」。
- 2019年10月24日，珠澳警方聯手偵破跨境偷渡集團，並拘捕九名男女包括兩名主腦，有偷渡人士同樣地偽裝為在該處的地盤工人曾時機成熟時往返珠海和澳門。[28]
- 2020年10月16日，澳門司警偵破偷渡集團團伙利用青茂口岸工程漏洞偷渡進澳，拘捕團伙中的九名男女。有偷渡人士同樣地偽裝為在該處的地盤工人曾時機成熟如放飯或下班時間偷渡進入澳門。[29]

#### 勞資糾紛
- 2020年6月15日，青茂口岸發生勞資糾紛，事件起因為一批外僱工人與工程分判公司，就疫情期間停工三個月的工資補償和隔離期間相關費用等問題未達成共識引起。事件發生後南粵集團隨即介入，經勞工事務局協調後糾紛得以解決。 [30]

#### 事故
- 2020年9月10日凌晨12時許，一名外地勞工於工作時懷疑身體不適暈倒，經送院搶救後不治。[31]

### 竣工後至啟用前夕

#### 澳門境內交通配套對接不完善
- 2021年5月4日，交通事務局副局長鄭岳威回應立法議員關於青茂口岸交通配套問題上的質詢，指出日後青茂口岸啟用後通關人士可使用鄰近的青洲坊總站、關閘總站、牧場街總站或青茂口岸附近鄰近道路路邊巴士站乘坐公共巴士。引起市民對當局做法質疑。而關閘總站和牧場街總站距離該口岸長達一公里或以上，有坊會更表示若不完善區內交通配套，旅客只會選擇配套較完善的關閘出入境，導致政府實行該口岸分流關閘邊檢大樓的人潮之目的出現背道而馳情況。[32]
- 2021年7月20日，交通事務局局長林衍新出席完交通咨詢委員會會議後會見記者，指現時有10條巴士路線行經青茂口岸，為配合青茂口岸開通之際，當局再調動6條巴士路線途經青茂口岸附近。16條巴士路線當中有4條為夜間巴士路線。[33] 據了解，現時途經青茂口岸附近的該10條巴士路線包括有9條日間巴士路線分別是16、16S、23、27、30、34、51A、H2和MT4路線，以及一條N4夜間巴士路線。其中MT4路線回程將會由不經停青茂口岸附近站點改為停靠。當局計劃再新增調整6條巴士路線行經青茂口岸，分別有3條日間巴士路線分別是3X、5X和8A路線。另外為配合青茂口岸24小時通關，3條為夜間巴士路線分別是N1A、N1B和N2路線經停青茂口岸附近站點。[34]
- 2024年10月，交通事務局回覆澳門立法會直選議員李良汪書面質詢時表示，正研究於口岸周邊增設巴士站中[35]。繼2022年2月26日將10X路線延伸至口岸旁邊的“青洲坊總站”（隨後於2024年6月1日起合併為全新的29路線加強服務）；2024年10月19日起9A路線延長行程至口岸周邊的“青茂／白朗古”站 。[36][37]

### 口岸啟用後時期

#### 口岸啟用後各配套仍不足
- 2021年12月15日，澳門街坊總會在同年10月針對青茂口岸交通及周邊情況進行問卷調查並舉行發佈會公佈受訪人士使用青茂口岸的情況，643名受訪者包括澳門居民、外僱和訪澳旅客為主，近六成受訪者離境依然使用關閘口岸，三成八受訪則使用青茂口岸；另外有超過四成受訪者認為青茂口岸周邊乘車指引「一般」，「不清晰」及「非常不清晰」則不足兩成，街總認為現階段青茂口岸周邊乘車指引仍有改善的空間，澳門特別行政區立法會直選議員顏亦恆於報告總結中提出四大建議方向包括完善青茂口岸區內及周邊交通，建議當局可於天橋各樓層內增設街道圖及位置圖，以圖文並茂的方式標示各巴士站的位置及路線，並設有大型巴士站，整合區內所有巴士路線，他又建議當局加強關閘及青茂口岸的互通性，完善鴨涌河公園一帶的步行環境，將公園外牆內移以加闊行人路。另外活化社區，促進北區的旅遊發展，為商戶提供機遇。在青茂口岸打擊境內水貨客問題方面應作出多方面檢查以及珠澳兩地相關部門跨境合作進行聯合打擊。[38]

#### 2022年8月上旬“寬關”初期實施大規模人流管制
2022年6月19日，澳門爆發新一輪大規模疫情，珠海當局不斷收緊澳門入境珠海防疫措施，由持24小時核酸檢測陰性證明再增加7天家居健康監察，後期更修改為7天集中隔離醫學觀察加3天家居自我健康監察，導致珠澳跨境通勤人士被迫在澳門滯留。2022年8月上旬，澳門疫情進入“穩定期”，社會面和管控中再沒有任何新增陽性個案，8月3日下午6時起取消入境珠海集中隔離規定，改為只需持有24小時內核酸檢測陰性結果證明和遵守當地“三天兩檢”、“兩點一線”的規定，同時由於拱北口岸舊廳封閉進行消防改造，新廳正在安裝設備，導致關閘邊檢大樓暫停通關。
2022年8月3日中午，當珠澳口岸放寬通關安排消息傳出後，多個核酸檢測站包括位於該口岸地面層的“南粵青茂口岸核酸檢測站”出現人龍，龍尾延至青洲消防站。 由於關閘暫停通關，該口岸自寬關前夕起出現排隊人龍，人山人海，一度需要實施人流管制措施，大部分為居住珠海於澳門工作的外地僱員，他們對放寬措施均感興奮。傍晚時分由於天降大雨，不少戶外輪候過關者未備雨具，全身濕透，甚為狼狽，離境人潮直至當天晚上8時後稍有回落。另一方面，澳珠恢復免隔離通關首日，關閘一帶的水貨店基本都開門營業，並且生意暢旺，看來，水貨店因應寬關的好消息，生意已率先復甦。
2022年8月4日中午，珠海市陸路口岸疫情防控工作專班公布關於拱北口岸、青茂口岸通關場所實施限次分流措施的通告。經與澳方協商一致，為配合拱北口岸舊旅檢大廳封閉進行消防改造，自2022年8月5日6時起，在拱北口岸、青茂口岸實施限次分流措施：
- 一、珠澳通關人員（旅行團除外）每日限進、出拱北口岸（不含客、貨車通道）和青茂口岸通關場所各1次；港珠澳大橋珠海公路口岸珠澳通道、橫琴口岸、灣仔口岸通關場所不限進出次數。
- 二、旅行團指定經港珠澳大橋珠海公路口岸珠澳通道或橫琴口岸通關。

從2022年8月4日上午起，該口岸澳門往珠海離境大堂出現人潮擠擁，治安警實施人流管制措施，在場警員亦有安排圍欄分隔人流。在離境的地面層入口，不少市民和旅客等候，現場秩序整體良好。通關人士只能由青洲坊一邊的扶手電梯前往離境大堂，又或經青茂口岸核檢站地面層前往，但需繞道進入大堂，警方亦有派出大量警員在口岸一帶維持秩序，有不斷架設圍欄分流。不少人士都手拖著持行李箱和提著「大包小包」準備過關，且加上今日天氣欠佳，不時下起大雨，部分人士顯得甚為狼狽。另外，青茂口岸附近一帶交通亦相當擠塞，各紅綠燈位均有交通警員指揮交通，疏導車流。當局呼籲有需要的居民或旅客利用其他陸路口岸離境。並利用相關口岸的實時資訊平台選擇錯峰出行。
到8月4日下午時分，口岸大樓外圍和地面層有大批等候入內的通關人士，人潮延至一街之隔的青洲坊大廈，附近道路交通擠塞，期間懷疑有人未聽從警員指揮走出馬路，被警員喝止。
由於口岸通關人流擁擠，需實施人潮管制，口岸大樓外圍亦擠滿大批等候入內的通關人士，需由警員分批安排進入口岸地面層，再分流至離境大堂候檢。現場數十名警員協助維持秩序、疏導交通及通關人士過馬路等，並有廣播提醒青茂口岸地面層有分流巴士直達港珠澳大橋口岸，現時港珠澳大橋口岸通關情況暢通，而青茂口岸通關時間約為 2小時。有通關人士表示，在8月3日晚上完成的核檢到8月4日上午才有結果，以為中午之後人較少，沒料到通關人流仍然眾多；亦有外僱稱，不清楚8月5日上午6時起該口岸和拱北口岸各限進出 1次的措施，但認為這 2個口岸較近住所，仍會選擇這 2個口岸通關。
治安警亦於8月4日下午稍後時間起於口岸地面層旁的重型客車上落客區增設免費穿梭巴士直接前往港珠澳大橋澳門口岸。有選擇乘搭分流巴士的旅客稱，青茂口岸實在太多人，和親友聽從口岸呼籲和警員指揮坐車前往港珠澳大橋口岸。表示並不熟悉港珠澳大橋口岸交通，但由於時間充裕可以嘗試到有關口岸通關。亦有外僱查詢警員後沒有上分流巴士，她表示想到內地辦事，若前往港珠澳大橋口岸“人生路不熟”，更不方便，寧願“人擠人”在青茂口岸過關。分流巴士約10至15分鐘開出一班，但車上只有1至4名乘客乘搭。 在防疫記者會上，呼籲部分人士如持因公來往港澳通行證、中國護照，或未辦理自助通關登記的人士不能使用青茂口岸通關，可改用其他口岸通關。
8月4日晚上尖峰時段，口岸出現通關人流高峰，等候離境出關。通關人潮需要由青洲坊大廈向青洲馬路方向前進，再繞回澳電變電站至青茂口岸地面層，人群擠擁，水洩不通。每當放行均出現爭先恐後的情況，現場一度混亂，有行人被行李箱絆倒，亦有人懷疑插隊被警員勸喻返回龍尾。附近每條班馬線均有警員駐守，協助通關人士過馬路。分流通關人士前往港珠澳大橋的免費巴士亦較多人排隊。
2022年8月4日晚上8時，治安警察局表示，青茂口岸離境大堂人潮非常擠擁，當局已於較早時間實施人潮管制措施，強烈呼籲有需要的通關人士使用港珠澳大橋口岸或者橫琴口岸離境。治安警稱，於青茂口岸的通關人士請配合警員指示，耐心等候，有序行進。至晚上9時許，口岸外馬路兩邊均人山人海，排隊人龍長又長，馬路為之堵阻。警方加派人手維持秩序，亦再三呼籲旅客使用其他口岸出境，但效果有限。有旅客表示，排隊出境排了近兩個小時。到晚上11時，隨著通關人流減少，口岸取消人潮管流措施。
2022年8月5日下午疫情記者會上，治安警察局行動及通訊處處長馬超雄回應8月4日青茂口岸人流眾多的情況，指出當天的通關量是有史以來最大，共9.9萬多人離境，是以往最高峰時2.5萬多的4倍，昨日每小時離境人數最高峰8,500多人，較以往最高峰的4,800多人有很大升幅。同時安排大量巴士接載有需要人士到其他口岸通關，包括安排68架次巴士接載2,000多人前往港珠澳大橋口岸，以及安排14架次巴士接載600多人到橫琴口岸。警方已預視到近日的通關人數會較多，因此早前已就青茂口岸制定了人潮管制方案。在人潮管制措施期間，已通過多種途徑包括電視、電台和手機推送程式途徑呼籲通關人士改用其他口岸通關。
2022年8月6日，澳門特別行政區全國人大代表、拱北海關及珠海邊檢總站特邀監督員劉藝良稱，據他了解，8月5日拱北口岸錄得出入境人次約14萬，青茂口岸約10萬人次出入境。對於兩個口岸實施限次通關，他認為有必要且合適，可有效疏導通關人流，又稱本澳政府部門高度重視恢復免隔離通關的工作，例如警方在人流龐大下維持正常通關秩序、交通事務局及兩巴在通關高峰期安排專車分流至其他口岸。劉藝良又指出，澳珠雙方亦充分協調各口岸分流，以減輕拱北口岸及青茂口岸的壓力，他亦建議珠方優化青茂口岸的士上落安排、升級港珠澳大橋口岸軟件，以及提升其他口岸單牌車暢順度等。

#### 關閘重開後青茂傍晚再現人潮
2022年8月10日傍晚，大批人士前往青茂口岸離境通關，警方一度實施人流管制措施和安排免費巴士分流至其他口岸出入境。2022年8月11日防疫記者會上，有記者提到對於網上有人發起日間關閘口岸過關、晚間青茂口岸過關。治安警察局公共關係處處長李德輝表示，警方會密切留意通關情況，若發現有人有預謀干預通關秩序，會調查並追究倘有的刑事責任。

#### 立法會議員書面質詢
2022年9月下旬，保安司司長辦公室主任張玉英回覆議員林倫偉關於完善青茂口岸周邊配套助分流的書面質詢時表示，根據市政署提供資料，“紀念孫中山市政公園圍牆退縮及人行步道擴寬工程”現正施工中，預計第四季竣工；而“建造青茂口岸廣場及休憩設施工程”正加緊設計工作，將分階段推進工程計劃編制工作。至於有何措施更好分流出入境人士到不同口岸通關？會否對通關時間及次數作限制？張玉英回應，珠澳口岸自八月三日恢復“免隔離”通關後，出入境人流大增，但拱北口岸舊旅檢大廳消防改造，新大廳延至八月五日投入使用，故關閘口岸相應暫停通關，導致在八月三日及四日有大量人員湧至青茂口岸出境並出現擠塞的情況。針對上述情況，治安警察局按照事先做好的工作部署，啟動人潮管制預案，加派大量警力在口岸及周邊區域疏導人流、維持秩序及指揮交通，並加開自助通關通道及臨時人工通道，提升通關速度。張玉英提到，在八月五日關閘口岸恢復通關後，青茂口岸通關情況已回復正常，但警方亦發現有人在網上組織大批人員在某一時段集中在青茂口岸通關，目的是逃避或減少被內地海關截查“走水貨”的機會。為此，保安範疇全力配合內地執法部門，不斷總結及檢視各項管控方案，並採取有效執法措施，維護口岸正常通關秩序。 她指出，根據交通局提供的資料，為緩解陸路口岸的客流集散壓力，《澳門陸路整體交通運輸規劃（二○二一——二○三○）》諮詢文本建議完善口岸交通，提出近期增加橫琴口岸、青茂口岸等的巴士線路或班次；遠期亦透過規劃建設輕軌銜接陸路口岸，實現客流快速集散。

## 圖片集

### 工程進行期間

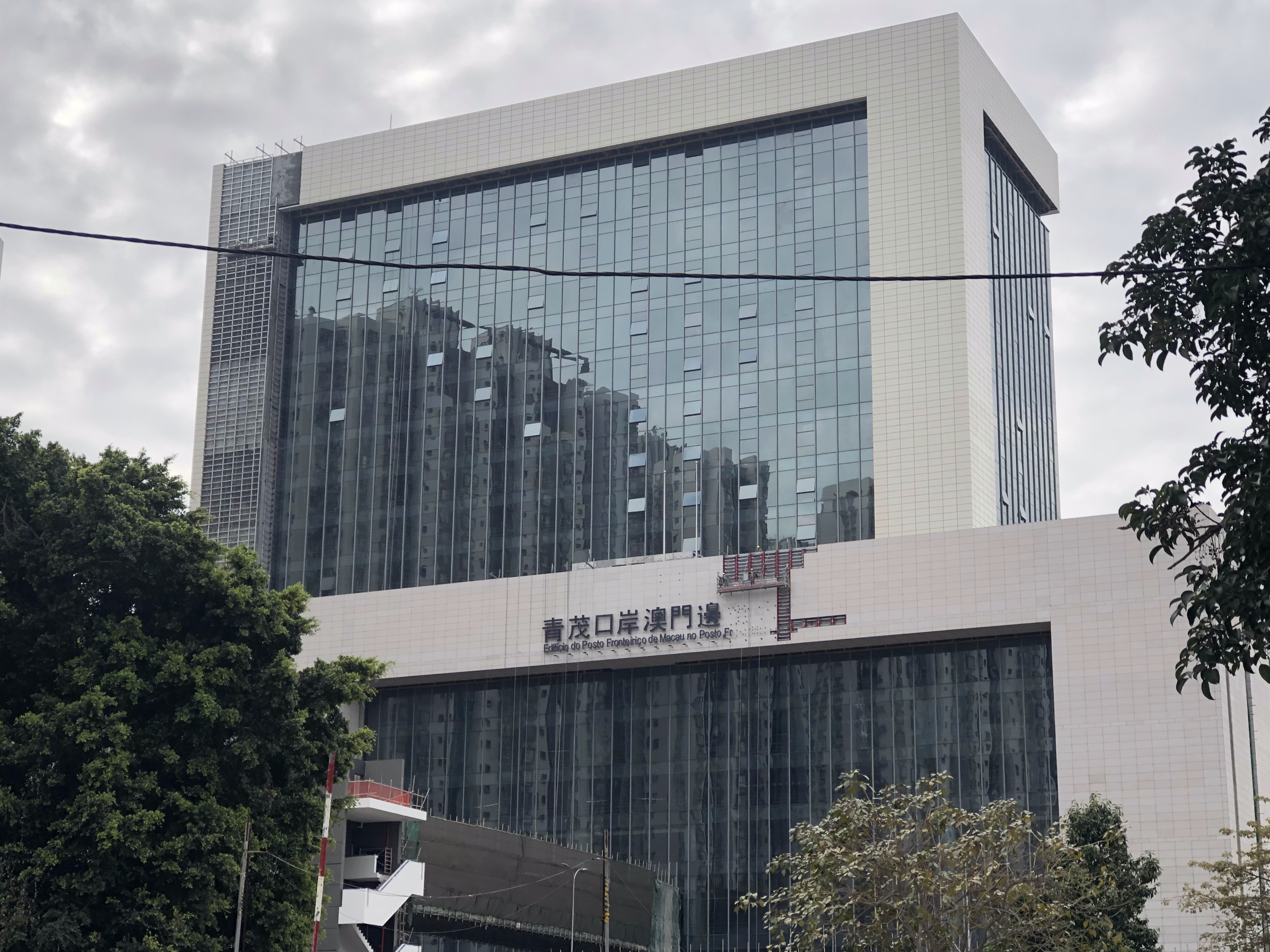
仍然興建中的青茂口岸澳門邊檢大樓，當時正進行安裝大樓字體、外牆及內部工程。
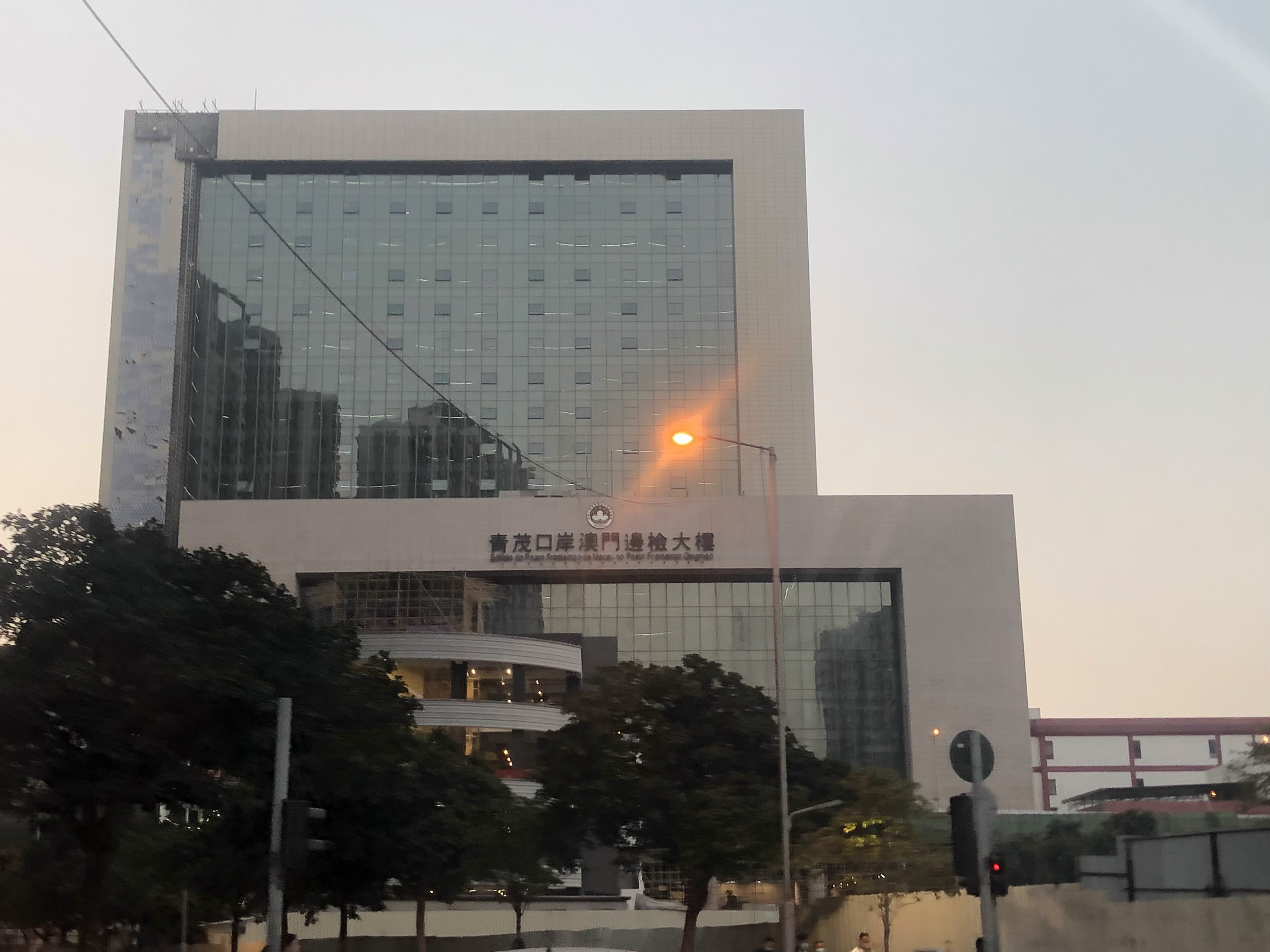
待完成外牆工程的青茂口岸澳門邊檢大樓。
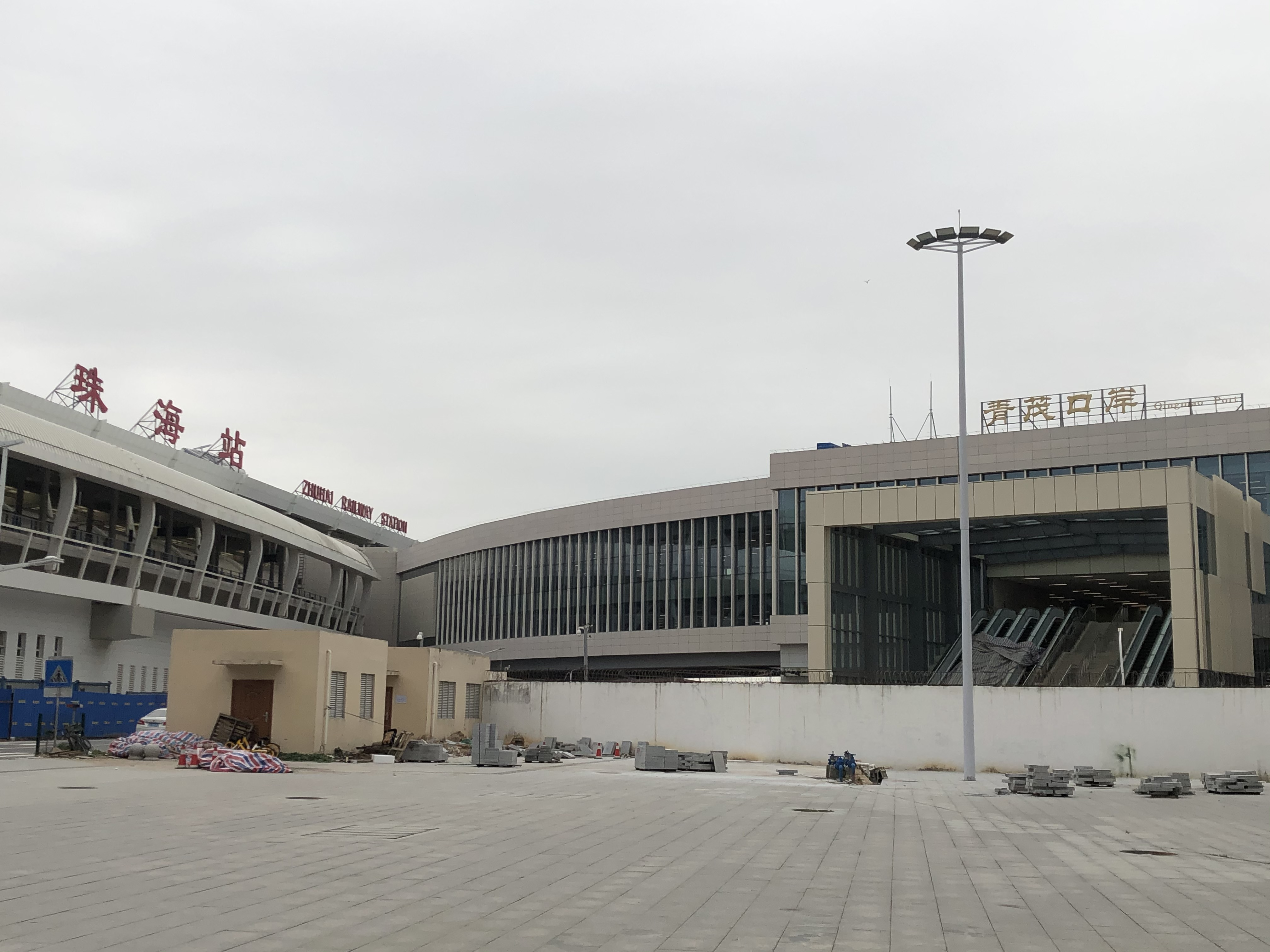
仍進行收尾工程的珠海青茂口岸主入口。

## 外部連結
- 公共建設局 - 粵澳新通道項目-南粵批發市場清拆工程 （页面存档备份，存于）
- 公共建設局 - 粵澳新通道-青茂口岸聯檢大樓及連接通道-基礎工程
- 公共建設局 - 粵澳新通道 - 鴨涌河綜合整治工程 （页面存档备份，存于）
- 公共建設局 - 粵澳新通道 - 青茂口岸南聯檢大樓及粵澳名優產品博覧中心綜合體建造工程 （页面存档备份，存于）